# Лавовий купол

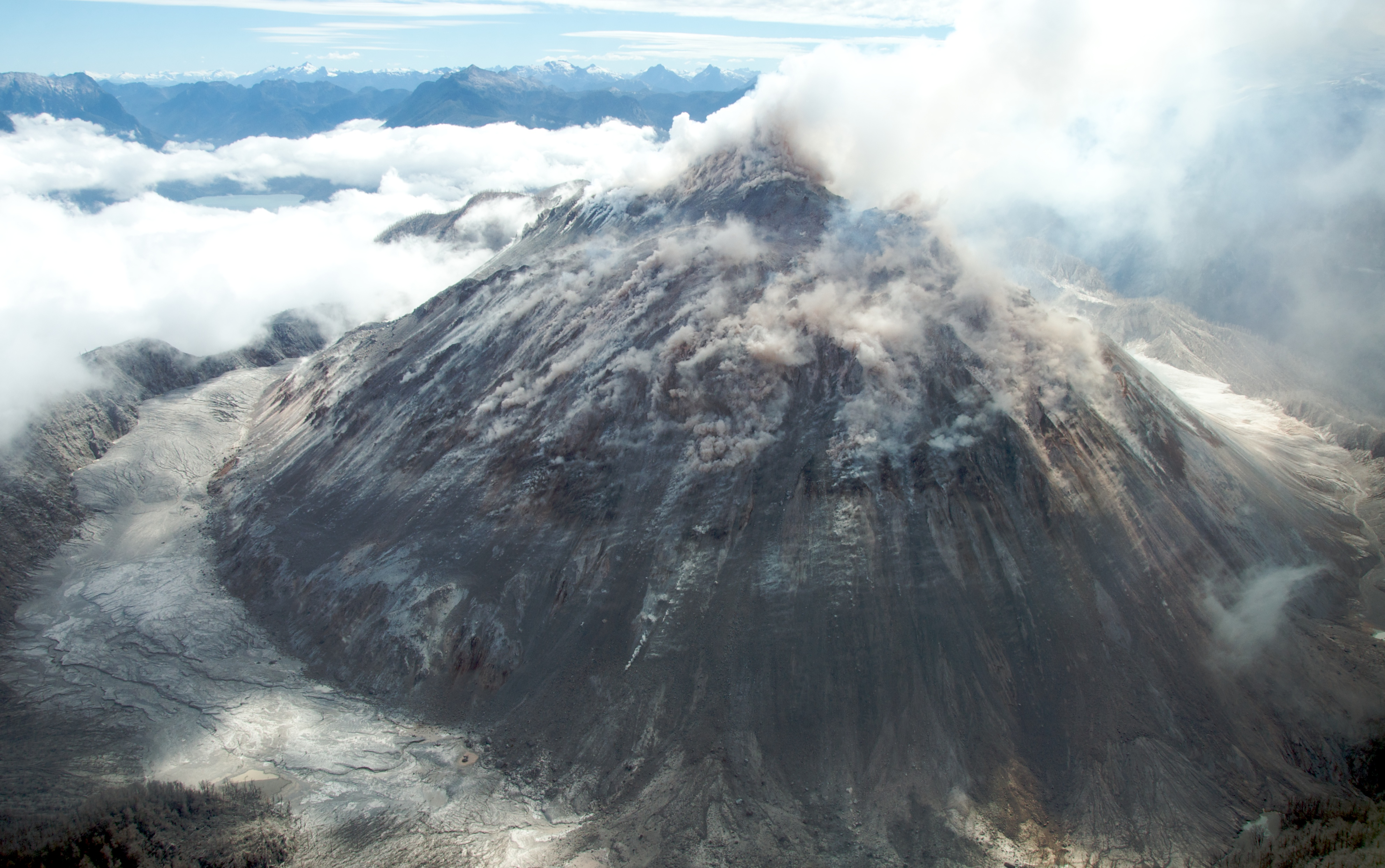
Лавовий купол вулкана Чайтен, складений з ріоліту, під час виверження 2008–2009 років

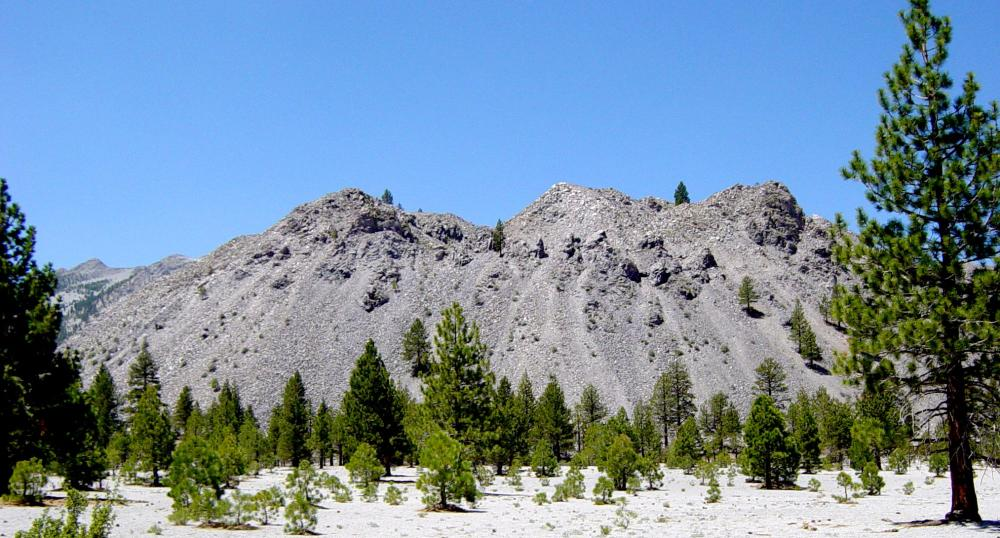
Один з кратерів Моно на вершині ріолітного купола

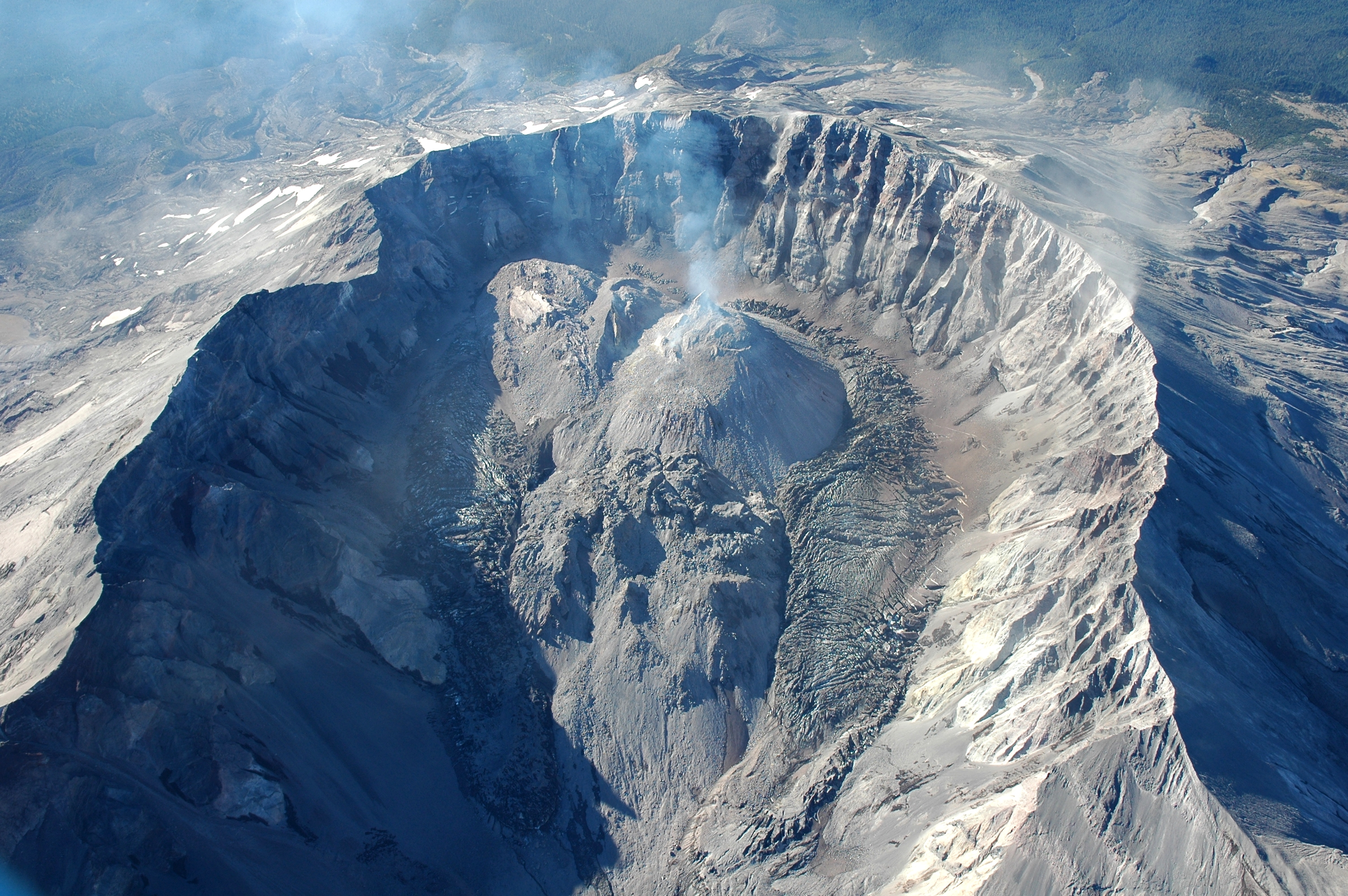
Лавовий купол в кратері вулкану Сент-Хеленс

Лавовий купол, Вулканічний купол — напівкругла форма рельєфу, що утворюється в результаті витіснення в'язкої лави з вулкана. Може складатися з певного виду порід, від базальту до ріоліту, хоча більшість сучасних куполів мають великий вміст діоксиду кремнію.
Характерна куполоподібна форма утворюється через велику в'язкість, що запобігає проникненню лави дуже високо. Така в'язкість є результатом або високого вмісту діоксиду кремнію, або декваліфікацією рідкої магми. Проте, оскільки в'язкі базальтні й андезитні куполи легко руйнуються новими потоками лави, більшість сучасних куполів мають високий вміст кремнію та складаються з ріоліту або дациту. Іноді на вершині купола внаслідок просідання охолодженого матеріалу або зниження рівня лави в жерлі утворюється чашеподібна западина — кальдера.

## Приклади лавових куполів
- Мерапі, Індонезія
- Суфрієр-Гіллз, Монтсеррат
- Чайтен, Чилі
- Сент-Хеленс, США
- Неа-Камені, Греція
- Кордон-Каульє, Чилі
- Сантьягуїто, Гватемала
- Сольйопульї, Чилі